# Robert du Preez
Robert James du Preez (Durban, 30 de julio de 1993) es un jugador sudafricano de rugby que se desempeña como apertura.
Es hijo del entrenador James du Preez y hermano mayor de los gemelos Dan du Preez y Jean-Luc du Preez, todos también jugadores de rugby. Su padre representó a los Springboks y sus hermanos actualmente juegan en ellos.

## Carrera
Debutó en la primera de Western Province en 2014 y al siguiente año fue contratado por los Stormers, una de las cuatro franquicias sudafricanas del Super Rugby, jugó con ambos equipos hasta 2017.
En 2018 fue fichado por los Sharks, al que llegó por pedido de su padre. La compra generó controversia entre los aficionados por la relación precio y el nivel del apertura, pero du Preez se afianzó rápidamente, se hizo con la titularidad y a mitad de temporada es el máximo anotador.

## Palmarés
- Campeón de la Currie Cup de 2014 y 2017.
- Seleccionado para  jugar con los Barbarians